# Die Vier im Jeep
Die Vier im Jeep ist ein Schweizer Film, der unter der Regie von Leopold Lindtberg und Elisabeth Montagu inszeniert und von Lazar Wechsler und seiner Praesens-Film im Jahre 1950 produziert wurde.

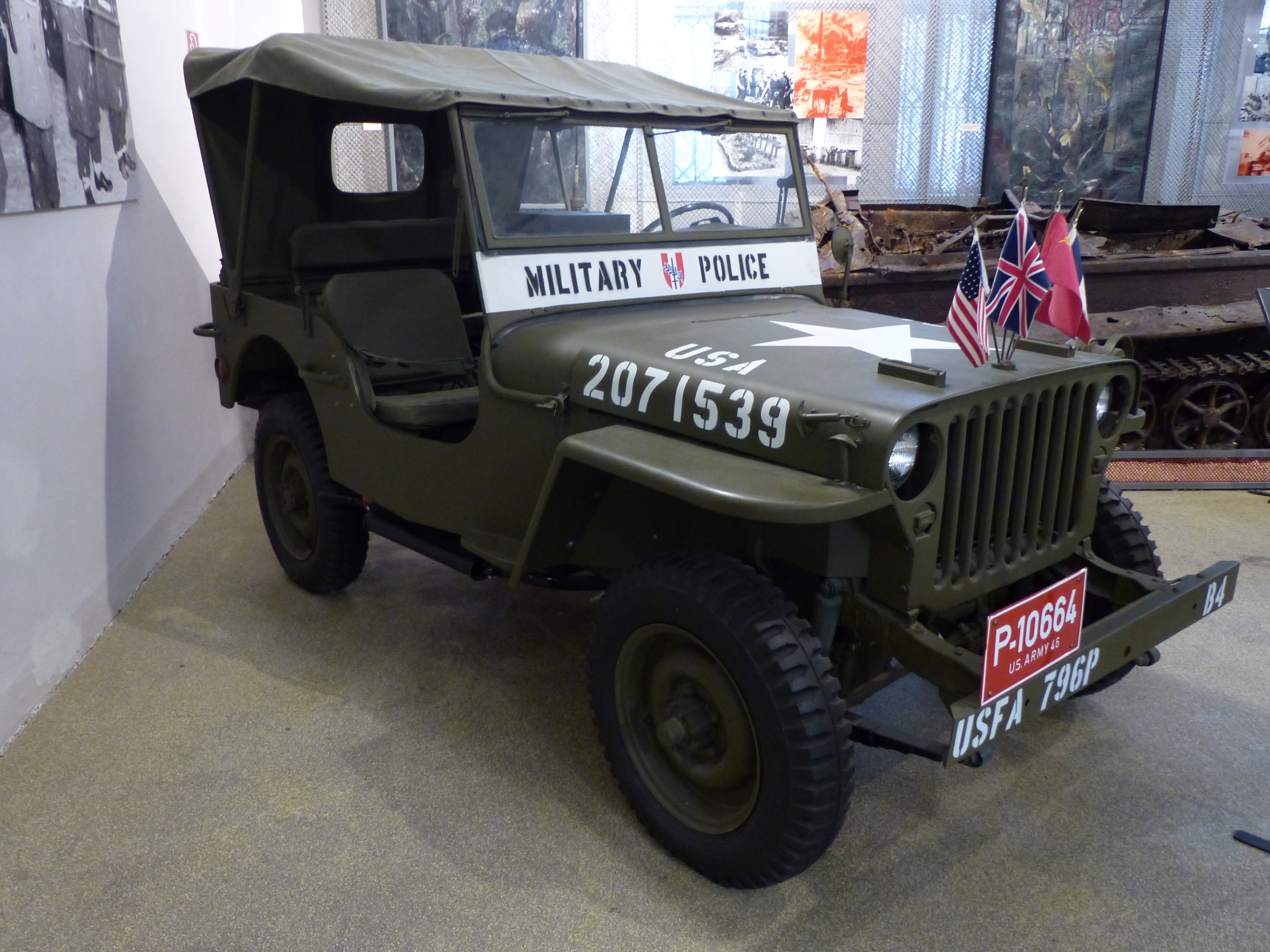
In solchen Jeeps fuhren Vertreter der vier Besatzungsmächte in der Nachkriegszeit durch Wien (Heeresgeschichtliches Museum).

## Inhalt
Der Film behandelt die Situation in Wien während der Besatzungszeit nach dem Zweiten Weltkrieg. In der Internationalen Zone (1. Bezirk) wird die öffentliche Ordnung durch gemeinsame Militärstreifen der vier Besatzungsmächte in Jeeps aufrechterhalten. Der US-Sergeant Long bildet mit dem britischen Sergeant Stuart, dem französischen Sergent-Chef Pasture und dem neu zugeteilten sowjetischen Sergeant Voroshenko eine dieser Fahrzeugstreifen. Während die Zusammenarbeit der drei «westlichen» Unteroffiziere reibungslos verläuft, wird dem sowjetischen und dessen Administration misstraut, wodurch der bereits einsetzende Kalte Krieg widergespiegelt wird. Zwischen Long und Voroshenko scheint darüber hinaus ein besonderes Verhältnis zu bestehen.
Die «Vier» werden zu einem Wohnungseinbruch gerufen, welcher sich als illegale Durchsuchung durch einen sowjetischen Geheimdienst herausstellt. Da die sowjetische Administration in diesem Monat die Kommandogewalt in der Internationalen Zone innehat, wird der Fall von Voroshenko als «erledigt» abgetan. In der durchsuchten Wohnung lebt Franziska Idinger, welche auf die Heimkehr ihres Ehemannes Karl aus sowjetischer Kriegsgefangenschaft wartet. Dieser ist jedoch aus der Gefangenschaft geflohen und wird deshalb von den sowjetischen Behörden gesucht und in Wien vermutet.
In Rückblenden wird das Verhältnis zwischen Long und Voroshenko aufgeklärt. Long berichtet, bereits einige Tage vor dem offiziellen Aufeinandertreffen der Roten Armee mit der US-Armee am 25. April 1945 an der Elbe Voroshenko begegnet zu sein. Beide wurden zuvor von ihren Einheiten getrennt und hatten sich spontan verbrüdert. Da beide erst nach einigen Tagen zu ihren Einheiten zurückgekehrt sind, ist der Ruhm der ersten Begegnung zwischen den Alliierten anderen zugefallen. Später, so berichtet Long, habe er Voroshenko in Niederösterreich getroffen. Aufgrund der gespannten Lage im Jahr 1948 habe ihn Voroshenko jedoch vollkommen ignoriert, als sei er ein Fremder.
Inzwischen erhält Voroshenko den Auftrag, Karl Idinger zu ergreifen. Entgegen offizieller Weisung entscheidet sich Long, Franziska zu helfen. Dabei wird deutlich, dass Long auch ein persönliches Interesse an der Frau hat. Long und Stuart können einen Selbstmordversuch Franziskas verhindern und bringen sie bei dem zunächst widerstrebenden Pasture unter, bis eine neue Wohnung in einem Westsektor Wiens – und damit ausserhalb des Einflussbereichs der Sowjets – verfügbar wird. Voroshenko gelingt es jedoch, den neuen Aufenthaltsort Franziskas ausfindig zu machen. Inzwischen ist auch Karl Idinger in Wien eingetroffen und trifft kurz mit Franziska zusammen.
Longs Vorgesetzte setzen ihn zunehmend unter Druck, seine Hilfeleistungen einzustellen, da von der sowjetischen Administration inzwischen ein formelles Auslieferungsbegehren für Karl Idinger vorliegt. Dies ist umso merkwürdiger, da Idinger weder Nationalsozialist noch Kriegsverbrecher ist und sich bereits auf der Heimreise befand, um aus der Kriegsgefangenschaft entlassen zu werden. Nach all den Verwicklungen müssen die Sowjets jedoch annehmen, dass Franziska eine Spionin der Westmächte sei. Franziska und Karl Idinger treten schliesslich die Flucht in den amerikanischen Sektor an und geraten in einen halbfertigen Neubau. Long und Voroshenko folgen ihnen. Voroshenko will zunächst seinem Befehl entsprechend die Flucht verhindern, wird aber von Long aufgehalten, der Voroshenko eine Schubkarre mit Baumaterial in den Weg schiebt. Die Schubkarre stürzt dabei herab, wodurch Franziska in Lebensgefahr gerät und nur durch die Zusammenarbeit Longs und Voroshenkos mit Karl gerettet werden kann. Voroshenko lässt die Idingers entkommen und tut so, als ob nichts gewesen sei. Die «Vier» setzen daraufhin die Streifenfahrt fort.

## Produktionsnotizen
Der Film entstand im Studio Bellerive in Zürich und im Atelier Thalerhof bei Graz mit Aussenaufnahmen aus Wien, Zürich und Graz. Die Bauten entwarf Werner Schlichting, Produktionsleiter war Lazar Wechsler. Da es 1950 Privatpersonen natürlich strengstens untersagt war, alliierte Militäruniformen zu tragen, verwendeten die Produzenten bunt eingefärbte Uniformen. Diese erschienen auf dem schwarzweissen Filmmaterial dann in authentischem Grau oder Dunkelbraun. Der Film wurde viersprachig produziert, die Dialoge in Englisch, Französisch und Russisch waren untertitelt. Der Filmtitel ist zu einem Synonym für die alliierte Präsenz in der Besatzungszeit geworden.

## Auszeichnungen
Das Land Nordrhein-Westfalen versah den Film mit dem Prädikat künstlerisch hochstehend.
- 1951: Goldener Bär der Berlinale 1951 für den „besten, der Völkerverständigung dienenden Film in mehreren Sprachen“
- 1952: United Nations Award der British Academy Film Awards

## Kritiken
Der katholische Film-Dienst nannte Die Vier im Jeep einen hervorragend inszenierten, fesselnd erzählten Film.